# Six Ugly
Six Ugly (в оригіналі six Ugly) — мініальбом, випущений гуртом Dir En Grey 31 липня 2002 року. Його стилізація включає в себе кілька посилань на американську популярну культуру, наприклад, Universal Monsters і назва групи пишеться шрифтом Coca-Cola, разом зі звуком в альбомі, який більш схожий на сучасній західній метал в порівнянні з попередніми релізами групи. Перший обмежений випуск дисків був упакований у одноразовий папір діджіпак з прихованим підтекстом і текстом на буклеті схованому всередині. Пісні "Byou Shin" та "Children" були повторно перезаписані і були в альбомі Missa EP й у синглі "Taiyou no Ao".

## Трекліст
Автор слів Kyo. 
| #  | Назва                        | Автор музики | Тривалість |
| -- | ---------------------------- | ------------ | ---------- |
| 1. | «Mr. Newsman»                | Die          | 3:52       |
| 2. | «Ugly»                       | Shinya       | 4:54       |
| 3. | «Hades»                      | Kyo          | 3:24       |
| 4. | «Umbrella»                   | Shinya       | 4:06       |
| 5. | «Children»                   | Die          | 4:01       |
| 6. | «Byou Shin» (秒「」深 (яп.)) | Kaoru        | 5:37       |